# Phan Đăng Nhật
Giáo sư, Tiến sĩ Khoa học Phan Đăng Nhật (1931- 24/06/2020) là nhà nghiên cứu văn học dân gian về các dân tộc thiểu số Tây Nguyên, viện trưởng Viện nghiên cứu văn hoá thuộc viện Hàn lâm Khoa học Xã Hội Việt Nam (1991-1994).

## Thân thế
Phan Đăng Nhật sinh ra trong một gia đình có truyền thống yêu nước và cách mạng tại xã Hoa Thành, huyện Yên Thành, tỉnh Nghệ An. Ông là cháu ruột của nhà cách mạng Phan Đăng Lưu.

## Sự nghiệp
Thập niên 1950, ông từng là giáo viên cấp 2 ở Nghệ Tĩnh. Từ những năm 1970, ông được điều chuyển công tác và làm giáo viên cấp 3 và cán bộ nghiên cứu ở Sở Giáo dục Tây Bắc.
Phan Đăng Nhật dành nhiều thời gian để nghiên cứu về văn học, văn hoá dân gian với nhiều công trình nghiên cứu khoa học và nhận nhiều giải thưởng của Nhà nước. Ông là một trong những thành viên đầu tiên của Ban Văn hóa dân gian.
Từ năm 1991 – 1994, ông giữ chức Viện trưởng Viện Nghiên cứu Văn hóa Dân gian (nay là Viện Nghiên cứu Văn hóa, thuộc Viện Hàn lâm Khoa học Xã hội Việt Nam), Phó Tổng biên tập Tạp chí Văn hóa dân gian (nay là Tạp chí Nghiên cứu Văn hóa Việt Nam).
Từ năm 1995, sau khi nghỉ hưu, Phan Đăng Nhật thành lập và là Giám đốc Trung tâm Bảo trợ Văn hóa và Kỹ thuật Truyền thống (thuộc Hội Khoa học Lịch sử Việt Nam).

## Công trình nghiên cứu
Phan Đăng Nhật là một trong những chuyên gia hiếm hoi tại Việt Nam trong lĩnh vực nghiên cứu văn học dân gian các dân tộc thiểu số, được giới nghiên cứu văn hóa tôn vinh là nhà nghiên cứu hàng đầu về sử thi. Ông có đóng góp quan trọng trong hướng nghiên cứu về sử thi các dân tộc thiểu số, nhất là các dân tộc thiểu số ở Tây Nguyên. Ông đã dày công nghiên cứu về sử thi Mường, huyền thoại Mường và rồi đọng lại ở sử thi các dân tộc thiểu số Tây Nguyên với luận án Tiến sĩ Những đặc điểm cơ bản sử thi - khan ở Việt Nam (bảo vệ ở Bungari năm 1989) và cuốn sách Sử thi Êđê (1991), sử thi Tây Nguyên (1999). Với hai công trình này, lần đầu tiên ông đã giới thiệu được toàn diện và có sức thuyết phục về sử thi Êđê ở Việt Nam, được các nhà khoa học trong nước và các nhà khoa học ở một nước Đông Âu có truyền thống nghiên cứu folklore thừa nhận.
Ngoài ra, ông còn nghiên cứu đến nhiều lĩnh vực khác như: Nghiên cứu về Luật tục dân tộc Gia Lai, Chăm, Raglai... Công trình đồ sộ Kho tàng ca dao người Việt mà ông là đồng soạn giả đã trở thành bộ sách công cụ có giá trị và là dấu mốc quan trọng không thể không nhắc đến trong lịch sử sưu tầm và biên soạn ca dao người Việt. Đặc biệt, các chủ đề nghiên cứu về lễ hội dân gian, sinh hoạt văn hóa dân gian, phương pháp nghiên cứu văn học dân gian đều được ông quan tâm và công bố những bài viết có giá trị.
Phan Đăng Nhật đã xuất bản 6 cuốn sách in riêng về văn hoá dân gian của các dân tộc thiểu số và hơn 120 bài viết trên các báo, tạp chí uy tín.

## Giải thưởng
Giải thưởng Nhà nước năm 2005: Cụm công trình về Sử thi Tây Nguyên và Cụm công trình sử thi Êđê
Kho tàng Ca dao người Việt (đồng tác giả)